# Jacopo Castelfranchi
Jacopo Castelfranchi (Milano, 17 giugno 1922 – Milano, 22 maggio 2017) è stato un imprenditore e dirigente sportivo italiano.

## Biografia
Jacopo Castelfranchi nasce a Milano il 17 giugno 1922 da Gian Bruto Castelfranchi e Clementina Coscia. Sposa Annunziata Terso, dalla quale il 21 aprile 1950 ha Gian Alberto Castelfranchi.
Studia all'Istituto Radiotecnico Beltrami e partecipa da militare italiano alla Seconda guerra mondiale.

### Carriera
Nel dopoguerra lavora alla Salmoiraghi di Milano.
Nel 1946 inizia a collaborare con il padre nell'azienda di famiglia, la GBC-Gian Bruto Castelfranchi, un'azienda nata per la commercializzazione di accessori di strumenti musicali, poi di strumenti fonografici e di pubblicazione di libretti musicali; collateralmente anche casa editrice musicale.
La collaborazione inizia con la presentazione alla Fiera Campionaria dei registratori a filo.
Nel 1953 viene inaugurata la storica sede milanese della GBC in via Petrella al 6, in seguito all'ampliamento dei prodotti rappresentati.
Nel 1957 edita il periodico Selezione di Tecnica Radio TV, che comporta la costituzione di un'azienda separata, ossia la J.C.E., Jacopo Castelfranchi Editore.
Nel 1962 la crescita porta allo spostamento del quartier generale in un'ampia area in via Matteotti di Cinisello Balsamo.
Nel 1970 acquisisce la concessione della Sony per l'Italia e, nel decennio successivo, creerà una joint venture con l'azienda giapponese che sarà la piattaforma per la Sony Italia.
L'espansione prosegue, da un lato dei punti vendita (superando sul territorio italiano i 150), dall'altro del catalogo: diodi Zener, valvole, semiconduttori, circuiti integrati, ma anche prodotti finiti, dalla radiolina tascabile agli apparecchi CB o i registratori a nastro, dai sistemi audio ad alta fedeltà ai televisori; che fossero importati o progettati ed assemblati in proprio. Sempre negli anni '70 l'organizzazione GBC commercializzava anche scatole di montaggio (kit), dapprima con marchio "high kit", poi "Amtron" e infine verso gli anni '80 "Amtroncraft" e "Kuriuskit".
Negli anni importa in Italia anche B&O Bang&Olufsen, Sinclair, Goldstar (poi divenuta LG).
Come JCE invece a Selezione seguì nel 1966 Sperimentare, nel 1974 MilleCanali e via via una serie di pubblicazioni tecniche molto note: Elettronica Oggi, Cinescopio, Eurosat, Applicando una volta che, negli anni '80, vendette la GBC. Collateralmente cofondò, e poi cedette agli altri soci, anche la Jackson Italiana Editore. Nell'ultima parte della sua vita è stato editore di DBC Edizioni.

### Sport
Jacopo Castelfranchi è stato, oltre che appassionato e buon praticante di calcio e ciclismo, eclettico sponsor di diversi sport.
Nel pugilato ebbe modo di sponsorizzare, fra gli altri, Tore Burruni, Nino Benvenuti ed Eddie Perkins.
Nel ciclismo fece partecipare la sua squadra in diverse edizioni della Sei Giorni di Milano ai tempi del Palazzetto dello Sport nonché del Giro d'Italia. Si possono citare il pistard Carlo Rancati, o la Maglia Rosa Aldo Moser.
Nel basket ebbe due squadre, sia nel campionato maschile che femminile.
Non mancarono anche le sponsorizzazioni nel rugby, nel baseball, nell'atletica e in altri sport.
Ma Jacopo Castelfranchi è un nome specialmente legato alla società calcistica del Milan, di cui è stato consigliere dal 1968, e presidente ad interim dopo Albino Buticchi.

## Onorificenze
- Medaglia d'Oro (Ambrogino d'oro del 7 dicembre 1977, conferita dal Sindaco Carlo Tognoli)